# Jakub Garbacz
Jakub Garbacz (ur. 17 marca 1994 w Radomiu) – polski koszykarz występujący na pozycji rzucającego obrońcy, reprezentant kraju, zawodnik AMW Arka Gdynia.
13 sierpnia 2016 przedłużył umowę z Kingiem Wilkami Morskimi Szczecin. 30 czerwca 2017 został zawodnikiem Asseco Gdynia.
29 czerwca 2019 podpisał dwuletni kontrakt z Arged BM Slam Stalą Ostrów Wielkopolski. 25 czerwca 2021 dołączył do niemieckiego Syntainics MBC Weissenfels. 1 stycznia 2022 zawarł kolejną w karierze umowę z Arged BM Slam Stalą Ostrów Wielkopolski. 16 czerwca 2023 został zawodnikiem Anwilu Włocławek. Od 2024 zawodnik AMW Arka Gdynia.
Wychowanek klubu UKS 40 Radom, rozwijał się pod okiem trenera Jacka Spyta.

## Osiągnięcia
Stan na 20 marca 2024, na podstawie, o ile nie zaznaczono inaczej.

### Drużynowe
- Mistrz Polski (2021)[10]
- Wicemistrz FIBA Europe Cup (2021)[11]
- Brązowy medalista mistrzostw Polski (2019, 2023)[12]
- Zdobywca:
  - Pucharu Polski (2022)[13]
  - Superpucharu Polski (2022)[14]
- Finalista:
  - Pucharu Polski (2019)[15]
  - Superpucharu Polski (2019)[16]

### Indywidualne
- MVP:
  - finałów EBL (2021)[17]
  - Pucharu Polski (2022)[18]
  - miesiąca EBL (grudzień 2020, styczeń 2021)[19][20]
  - kolejki EBL (17, 18 – 2020/2021)[21][22]
- Najlepszy polski zawodnik EBL (2021)[23]
- Największy Postęp PLK (2018[24], 2021[25][26])
- Laureat nagrody Suzuki Drive (2016)[27]
- Zaliczony do I składu:
  - sezonu EBL (2021)[28]
  - kolejki EBL/OBL (3, 8, 15, 17, 18, 21 – 2020/2021[29][30][31][32][33][34], 3, 15 – 2022/2023[35][36], 22 –  2023/2024[37])
- Uczestnik konkursu rzutów za 3 punkty EBL (2021 – 6. miejsce)[38]

### Reprezentacja
- Uczestnik mistrzostw Europy:
  - 2022 – 4. miejsce[39]
  - U–16 (2010 – 11. miejsce)
  - U–18 (2012 – 16. miejsce)
  - U–20 (2014 – 9. miejsce)

## Statystyki

### W rozgrywkach krajowych
| Sezon     | Drużyna                                      | M  | S5 | MPG  | FG%   | 3P%   | FT%    | RPG | APG | SPG | BPG | PPG  |
| --------- | -------------------------------------------- | -- | -- | ---- | ----- | ----- | ------ | --- | --- | --- | --- | ---- |
| 2009/2010 | Rosa Radom (II liga)                         | 2  |    | 9,7  | 0,0%  | 0,0%  | –      | 0,0 | 0,5 | 0,5 | 0,0 | 0,0  |
| 2010/2011 | SMS PZKosz Władysławowo (II liga)            | 13 |    | 7,7  | 40,0% | 33,3% | 100,0% | 0,5 | 0,5 | 0,5 | 0,0 | 2,4  |
| 2011/2012 | SMS PZKosz Władysławowo (II liga)            | 16 |    | 39,7 | 39,7% | 11,5% | 64,3%  | 1,2 | 0,4 | 0,8 | 0,0 | 4,1  |
| 2012/2013 | SMS PZKosz Władysławowo (II liga)            | 23 |    | 19,1 | 45,8% | 31,3% | 73,9%  | 2,6 | 1,1 | 1,3 | 0,0 | 10,1 |
| 2013/2014 | Polfarmex Kutno (I liga)                     | 23 |    | 8,5  | 40,3% | 34,4% | 75,0%  | 1,0 | 0,5 | 0,4 | 0,0 | 3,6  |
| 2014/2015 | GKS Tychy (I liga)                           | 24 |    | 17,2 | 37,1% | 34,0% | 75,9%  | 1,5 | 0,6 | 0,7 | 0,1 | 7,8  |
| 2015/2016 | King Wilki Morskie Szczecin (PLK)            | 21 | 6  | 7,0  | 27,0% | 27,3% | 83,3%  | 0,6 | 0,3 | 0,1 | 0,0 | 1,5  |
| 2016/2017 | King Wilki Morskie Szczecin (PLK)            | 30 | 10 | 14,0 | 38,0% | 36,7% | 82,8%  | 1,3 | 0,6 | 0,3 | 0,0 | 4,3  |
| 2017/2018 | Asseco Gdynia (PLK)                          | 32 | 32 | 27,1 | 47,1% | 45,2% | 88,7%  | 2,6 | 0,7 | 0,5 | 0,1 | 12,1 |
| 2018/2019 | Arka Gdynia (PLK)                            | 42 | 12 | 13,0 | 31,5% | 29,2% | 71,4%  | 1,7 | 0,3 | 0,3 | 0,0 | 3,1  |
| 2019/2020 | Arged BM Slam Stal Ostrów Wielkopolski (PLK) | 22 | 5  | 19,7 | 40,0% | 36,6% | 50,0%  | 1,3 | 0,8 | 0,5 | 0,2 | 6,4  |

### W rozgrywkach międzynarodowych
| Sezon     | Drużyna               | M  | S5 | MPG | FG%   | 3P%   | FT%  | RPG | APG | SPG | BPG | PPG |
| --------- | --------------------- | -- | -- | --- | ----- | ----- | ---- | --- | --- | --- | --- | --- |
| 2018/2019 | Arka Gdynia (Eurocup) | 10 | 1  | 9,9 | 25,8% | 25,0% | 100% | 0,8 | 0,0 | 0,3 | 0,0 | 2,5 |